# Westende (Belgie)
Westende je část obce Middelkerke v provincii Západní Flandry v Belgii. Lázeňské městečko leží na belgickém pobřeží Severního moře.
Na území městečka se nacházejí dvě stanice Kusttram, která je nejdelší tramvajovou tratí na světě. Je to klidné, relaxační místo, proto bývá nazýváno "perlou pobřeží" (Parel van de kust). Městečko je rozděleno na Westende-Dorp, které leží spíše ve vnitrozemí, a Westende-Bad. Za písečnými dunami leží velké kempinkové plochy a rekreační domky. Po okolí se dají provozovat poznávací cesty. Ostende, De Panne, Veurne, Bruggy, Dunkerk, De Haan a mnoho dalších míst jsou turisticky zajímavá.